# 羅德西亞
羅德西亞（英語：Rhodesia）是位於南部非洲在1965年11月11日單方面宣佈獨立且未被國際普遍承認的國家；羅德西亞叢林戰爭結束後，新任總理埃布爾·穆佐雷瓦在1979年6月1日更改國名為津巴布韋羅德西亞，1980年4月18日再更名為津巴布韋（並獲國際普遍承認），沿用至今。國號源於創立不列顛南非公司的英格蘭政治家、商人塞西爾·羅茲。
羅德西亞是未被國際普遍承認的國家，1965年至1970年單方面尊奉女皇伊利沙伯二世为其國家元首，实行议会制君主立宪制，行政官为君主代表。1970年至1979年实行议会共和制。行政官和总统仅为礼节性的无实权职务，總理才握有實權。羅德西亞定都索爾茲伯里（今哈拉雷），以英語為官方語言，人口约6,930,000（1978年估计），面積390,580平方公里，貨幣為羅德西亞鎊（1965－1970）、羅德西亞元（1970－1979）。